# Fernando Pereira (photographe)
Pour les articles homonymes, voir Pereira et Fernando Pereira.
Fernando Pereira est un photographe indépendant néerlandais d’origine portugaise, né à Chaves (Portugal) le 10 mai 1950 et mort noyé dans le port d’Auckland (Nouvelle-Zélande) le 10 juillet 1985 dans une opération organisée par les services secrets français destinée à couler le Rainbow Warrior, bateau de Greenpeace.

## Biographie
Pereira avait quitté son pays, le Portugal, au milieu des années 1970 pour échapper à la conscription et ne pas participer aux guerres coloniales en Afrique. Il s'est expatrié aux Pays-Bas, où il a rejoint Greenpeace pour utiliser ses qualités de photographe à des fins politiques. Il était marié à une ressortissante hollandaise et avait deux enfants, Marelle et Paul.
Il était parti avec Greenpeace pour une mission de six mois sur le Rainbow Warrior comme photographe. Il est mort noyé quand deux explosions ont transpercé la coque du navire dans le port d’Auckland. Le reste de l’équipage avait pu se mettre en sécurité, mais lui était reparti chercher son matériel. Pereira venait tout juste de célébrer son 35e anniversaire dans l'atoll de Rongelap des Îles Marshall avec l'équipage du Rainbow Warrior. Il prévoyait d'aller à Moruroa pour montrer au monde des photos des essais nucléaires français. Deux membres des services secrets français, Dominique Prieur et Alain Mafart, sont reconnus coupables d'homicide involontaire par une cour de Nouvelle-Zélande. Ils ont été condamnés à dix ans de prison et ont été détenus en Polynésie deux ans. Fernando Pereira est considéré depuis comme un martyr pour Greenpeace et ses sympathisants.

## Photos

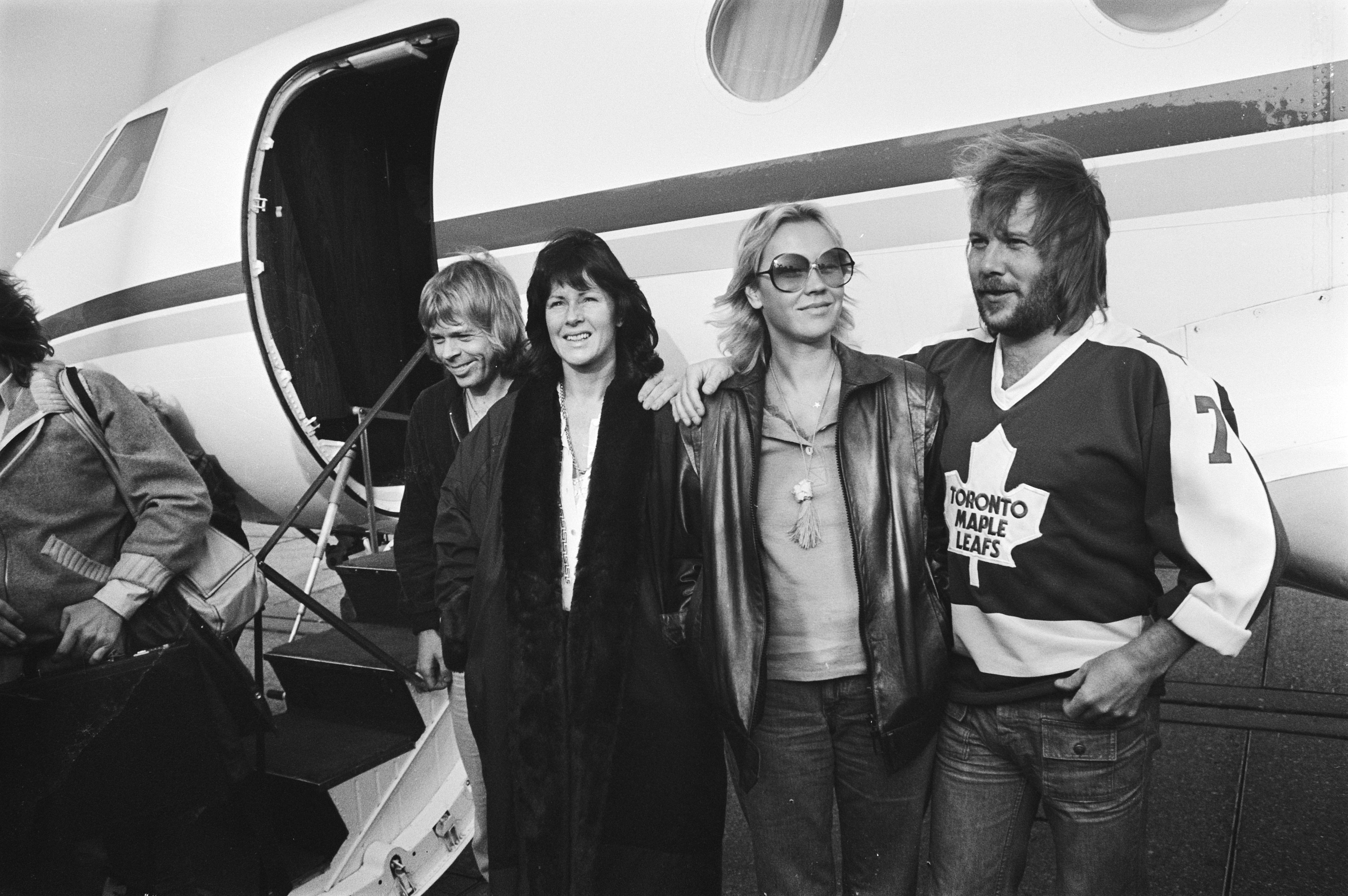
ABBA (1979)
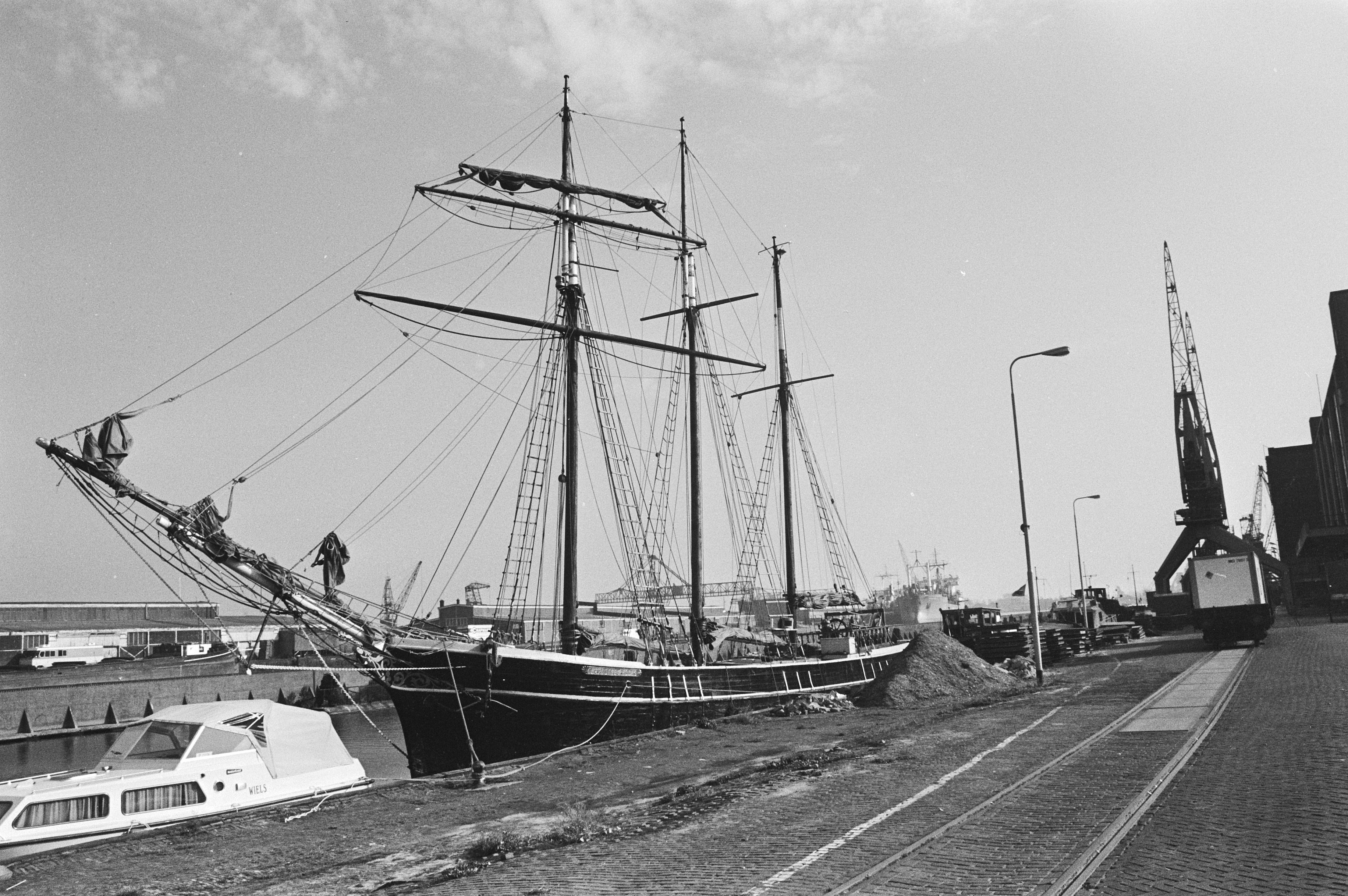
Charlotte Rhodes (1979)
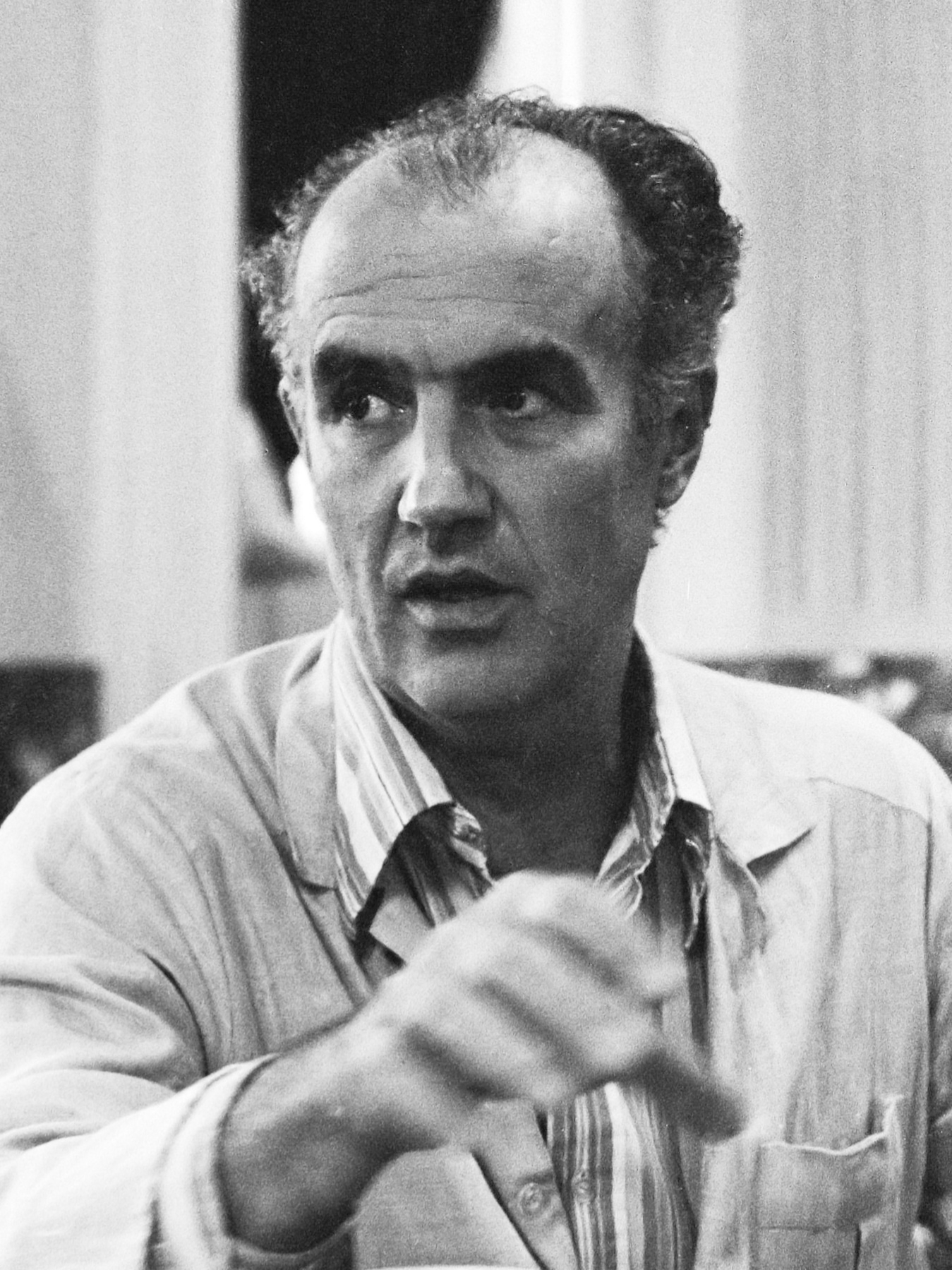
Luigi Nono (1979)
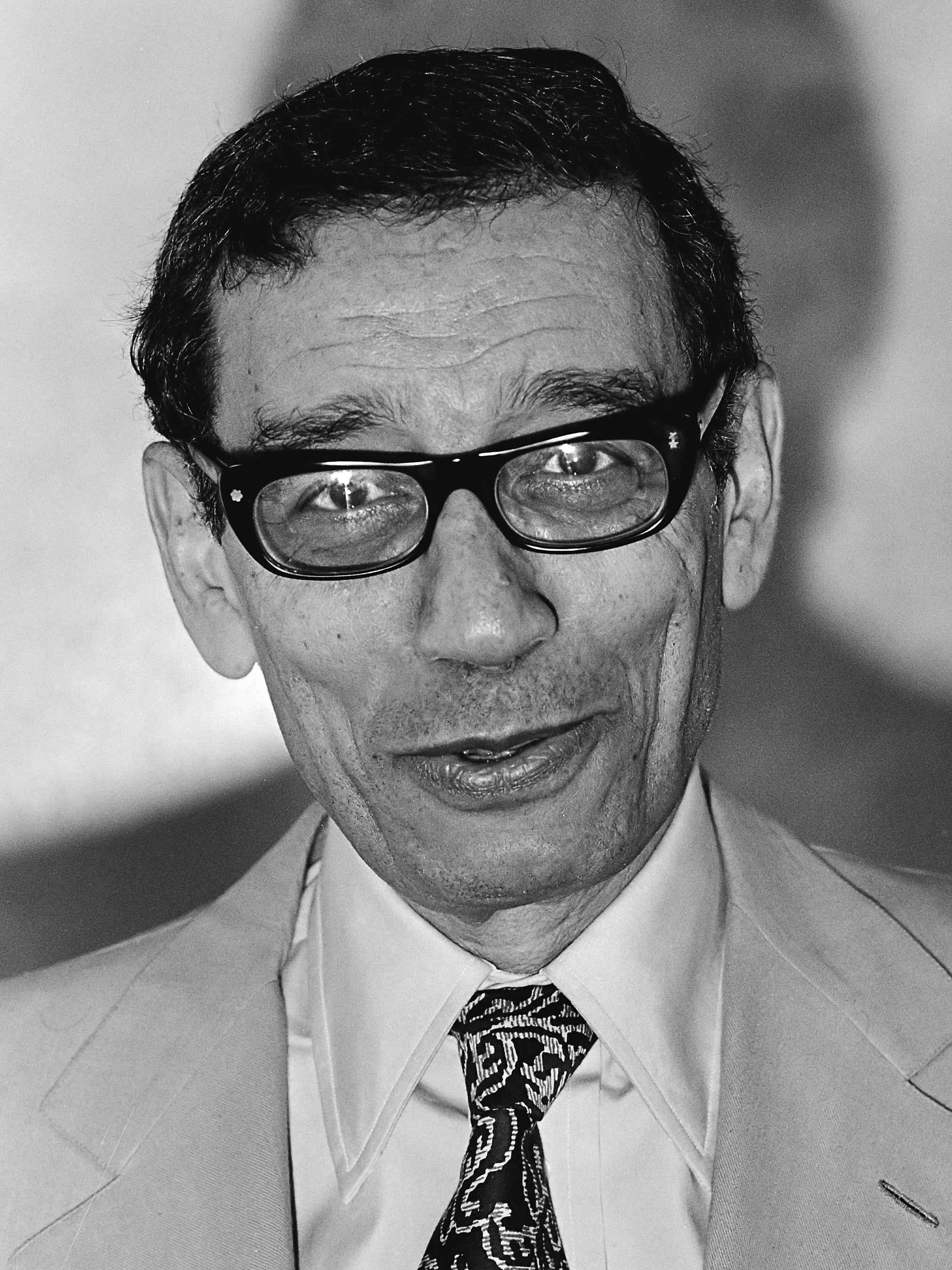
Boutros Boutros-Ghali (1980)
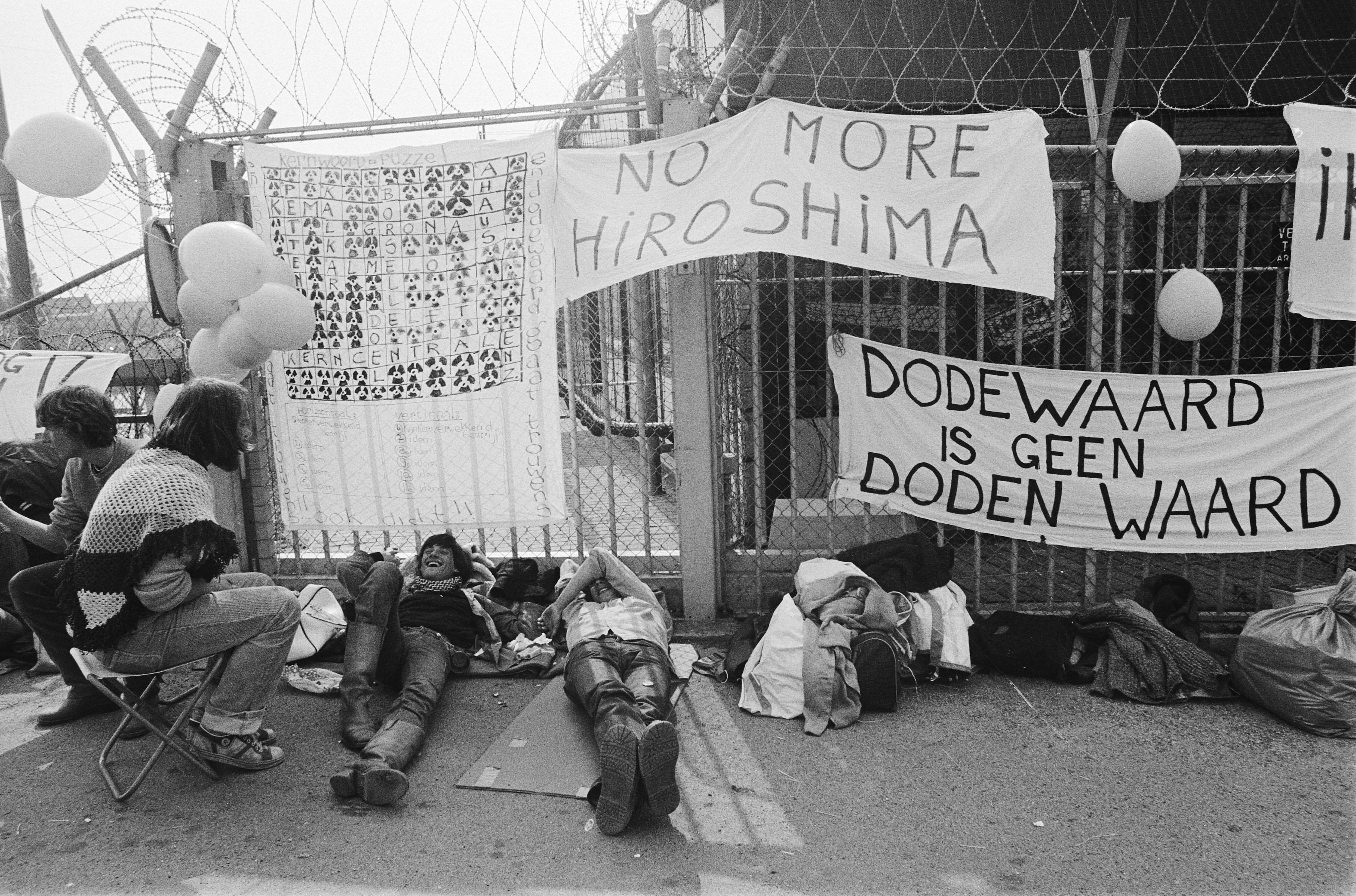
Dodewaard (1980)